# Skupova Plzeň
Mezinárodní festival profesionálního loutkového a alternativního divadla Skupova Plzeň je nejstarší profesionální divadelní festival v České republice. Tradičním místem pořádání je Divadlo Alfa v Plzni v Plzeňském kraji. Vznikl roku 1967, k 75. výročí narození a 10. výročí úmrtí loutkáře Josefa Skupy. Od roku 1970 se festival stal bilanční „soutěžní přehlídkou českých profesionálních loutkových divadel“, na němž je udělována tzv. Skupova cena. Od roku 1978 se konal každoročně, později byl zvolen formát bienále (pořádání se ob rok). Výjimkou byl ročník 2015, který byl uspořádán navzdory tomuto pravidlu, v rámci akce Plzeň – Evropské město kultury 2015. K zakladatelům festivalu patřili zejména Lubor Zahrádka, Ladislav Dvořák a Stanislav Nový.